# Alvydas Medalinskas
Alvydas Medalinskas (* 30. November 1963 in Vilnius) ist ein litauischer Politiker und Journalist.

## Leben
Von 1970 bis 1973 lernte er in Tuskulėnai. Nach dem Abitur von  1973 bis 1981 an der 41. Sekundarschule Vilnius in Karoliniškės absolvierte er von 1981 bis 1985 das Diplomstudium an der Fakultät  für Industriewirtschaft der Vilniaus universitetas. Von 1991 bis 1992 studierte er an der London University, London School of Economics and Political Science. Er absolvierte das Masterstudium (Richtung internationale Beziehungen).
Von 1985 bis 1988 war er Assistent am Institut für Agrarwirtschaft Litauens. Ab 1988 war er Mitglied von Sąjūdis. Von 1993 bis 1994 war er stellv. Direktor des Instituts für Politikwissenschaften der Vilniaus universitetas. Von 1994 bis 1996 war er Diplomat in London. Von 1996 bis 2003 war er Mitglied im Seimas und von 2003 bis 2004 Berater des litauischen Präsidenten Rolandas Paksas. Von 2008 bis 2013 war er Politik-Redakteur der Tageszeitung Respublika. Seit 2013 ist er Fernsehmoderator bei Lietuvos ryto televizija.
Er war Mitarbeiter von Lietuvos televizija, der Tageszeitung „Lietuvos rytas“, Radiostation Laisvoji Europa.
Ab 1990 war er Mitglied der Lietuvos socialdemokratų partija, von  1996 bis 2003 der Lietuvos liberalų sąjunga.